# Knihovna Kongresu
Knihovna Kongresu (angl. Library of Congress) je národní knihovna Spojených států amerických a vědeckovýzkumné středisko Kongresu spojených států. Sídlí ve Washingtonu, D. C. S počtem 155 miliónů knihovních jednotek jde o největší knihovnu na světě.

## Historie

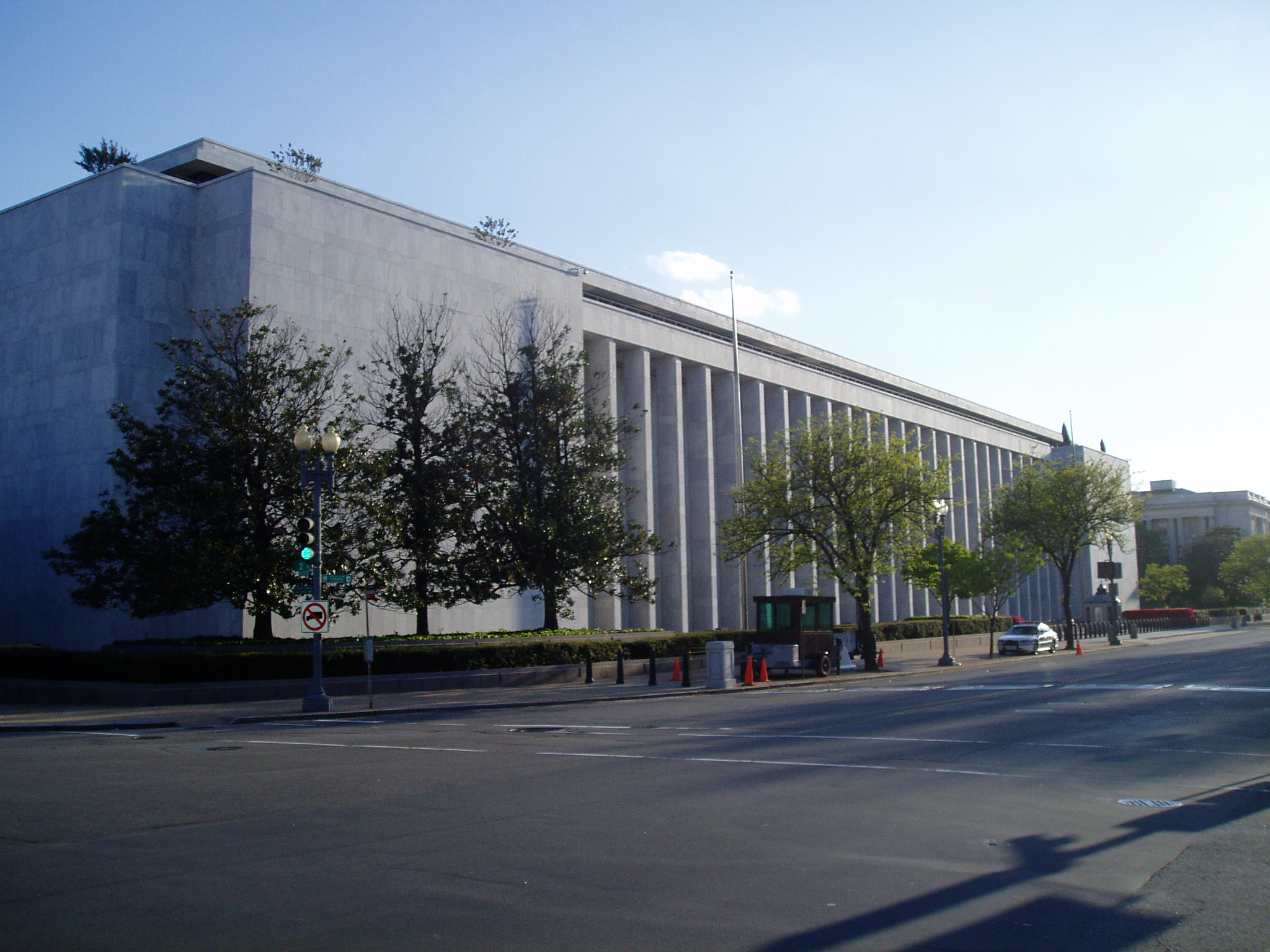
Madison Building – druhá budova knihovny

První popud ke vzniku knihovny dal v roce 1800 prezident John Adams tím, že daroval kongresu svou knihovnu. Dále se knihovna v roce 1815 rozšířila ještě o knihovnu Thomase Jeffersona.
Knihovna byla původně umístěna v sídle kongresu USA – Kapitolu. Zanedlouho v knihovně vypukly rozsáhlé požáry, které zničily čtvrtinu knihovny. Také díky tomu byla v roce 1897 dostavěna nová budova – nyní zvaná Thomas Jefferson Building – s velkou čítárnou, která pojme až 240 lidí, a s kupolí 37,5 m vysokou. Ve 20. století byly vedle původní budovy přistavěny dvě novější: John Adams Building (1939) a James Madison Memorial Building (1980). Kromě nich používá knihovna ještě 3 velké provozní budovy.

## Současnost
Library of Congress je největší knihovnou na světě. Obsahuje 40 milionů knih ve 470 jazycích, 100 milionů předmětů a 58 milionů jiných dokumentů. 10 000 položek denně přibývá.
Knihovna nemá tzv. povinný výtisk, ale je úřadem pro přidělování copyrightů. Autor musí poslat 2 výtisky své knihy do 10 dnů od vydání, aby mu knihovna přiznala autorská práva. Má vlastní třídění LCC. Kromě všeobecných informací se zaměřuje na právní informace a udržuje americkou historii. Slouží nejen Kongresu, ale i dalším státním útvarům a veřejnosti. Zajímavostí je, že knihy se zde nepůjčují domů.

### Fotografie
Instituce se zabývá též archivací fotografií. Zdigitalizovala např. více než 400 fotografií společnosti Haines Photo Company, které obsahují historicky cenné panoramatické záběry významných amerických míst z konce 19. století.